# 蕭肄
萧肄（?—?），奚族，姓萧。金朝官员，金熙宗宠臣，官至参知政事。
萧肄因为善于谄谀，得宠于金熙宗及悼平皇后，初官秘书监，皇统七年（1147年）由秘书监转任参知政事。当时朝内派系纷争，他以文字诬陷翰林学士张钧。皇统九年（1149年）大风雨，雷电击坏寝殿鸱尾，火烧内寝。熙宗害怕，令翰林学士张钧起草罪己诏，张钧认为罪己诏应该自我贬损，所起草的文字有“惟德弗类，上干天威”及“顾兹寡昧，眇予小子”等语。萧肄因张钧非其同党，指责他为“汉人托文字以詈主上也”借机辱骂熙宗，使张钧被杖杀。金熙宗赐萧肄通天犀带。萧肄凭恃恩宠，傲视同列，遂得罪熙宗堂兄完颜亮。是年十二月，熙宗被弑，完颜亮篡位，例加萧肄银青光禄大夫。数日后，以其无功受赏，追究张钧死因，萧肄不能回答。完颜亮说：“朕杀你不是难事，人们要以为我报私怨。”下诏除名罢官回乡，终生禁锢百里之内。

## 延伸阅读
[在维基数据编辑]
 《金史·卷129》，出自脱脱《遼史》